# Войцеховский, Александр Анастасьевич
Александр Анастасьевич Войцеховский (1898 — после 1920) — участник Белого движения на Юге России, ротмистр.

## Биография
Происходит из дворянского рода, является сыном полковника Анастасия Тимофеевича Войцеховского.
Учился в Михайловском Воронежском кадетском корпусе, где окончил шесть классов. С началом Первой мировой войны поступил в Виленское военное училище, по окончании ускоренного курса которого 1 июня 1915 года был произведен в прапорщики. Произвед`н в подпоручики 17 июня 1916 года.
В Гражданскую войну участвовал в Белом движении в составе Вооруженных сил Юга России и Русской армии. В мае 1920 года — штабс-ротмистр 3-го кавалерийского полка, командир эскадрона белгородских улан. Награждён орденом Св. Николая Чудотворца
За то, что в бою 25 мая 1920 года за д. Каланчак, он, командуя авангардным эскадроном своего полка, попав при отходе к д. Кременчуг под ураганный огонь противника, не дожидаясь подхода полка, бросился в решительную атаку на противника в конном строю, искусным маневром выбил его из укрепленной позиции, ворвался на его плечах в деревню, где после жестокого уличного боя захватил 9 действующих пулеметов и 400 пленных, чем помог выполнить задачу на него возложенную.
На 18 декабря 1920 года — ротмистр 2-го кавалерийского полка в Галлиполи. Дальнейшая судьба неизвестна.

## Награды
- Орден Святителя Николая Чудотворца (Приказ Главнокомандующего № 3705, 7/20 октября 1920)